# Зені (Саджіджао)
Зені (груз. ზენი) — село в Грузії.
За даними перепису населення 2014 року в селі проживає 1263 особи.